# Skotové (kmen)
Skotové (latinsky Scoti, případně Scotti) byl keltský kmen sídlící v Irsku, podnikající ve 4. století nájezdy do římské Británie. V 5. století se usadili při západním pobřeží dnešního Skotska a založili zde království Dál Riata. Jeden z králů Dál Riaty, Kenneth Mac Alpin se stal později také králem kmene Piktů, sídlících do té doby na celém území dnešního Skotska, a tím sjednotil území Piktů s královstvím Dál Riata. Tímto spojením založil království Alba, pozdější Skotsko.